# ТНК-BP
«Тюменська нафтогазова компанія» (ТНК), ВАТ — одна з провідних нафтогазових компаній Росії.

## Історія
ВАТ «Тюменська нафтова компанія» була заснована Постановою Уряду РФ № 802 від 9 серпня 1995 року. До складу ТНК увійшли відкриті акціонерні товариства «Нижневартовскнефтегаз», «Тюменнефтегаз», «Рязанский НПЗ», «Калуганефтепродукт», «Курскнефепродукт», «Рязаньнефтепродукт», «Туланефтепродукт», «Тюменнефепродукт». Статутний капітал ТНК сформований з 38%-них пакетів голосуючих акцій перерахованих підприємств. До середини 1997 року найбільшим акціонером ТНК було держава. У червні 1997 року, в рамках програми приватизації, 40 % акцій Компанії були виставлені на інвестиційний конкурс, переможцем якого було визнане ЗАТ «Новий Холдинг». На початку 1998 року акціонери «Нового Холдингу» — «Альфа-Груп» спільно з групою Access Industries/Ренова викупили 9 % акцій ТНК у приватних акціонерів і бл. 1 % акцій на спеціалізованому аукціоні, доповнивши тим самим свій пакет акцій до контрольного. Після цього почався якісно новий етап розвитку ТНК як вертикально-інтеґрованої нафтової компанії. Найважливішими елементами нової стратегії Компанії стали централізація фінансових і матеріальних потоків, зниження собівартості видобутку і переробки нафти, розширення роздрібної мережі компанії. У 1999 році ТНК продовжувала зміцнювати свої позиції серед найбільших в Росії вертикально-інтеґрованих нафтових компаній (ВІНК), які мають власні потужності по видобутку і переробці нафти та збуту нафтопродуктів. У 2000 серед російських ВІНК ТНК займала такі місця: за величиною запасів 2-е, за видобутком та експортом нафти — 4-е, за первинною переробкою нафти –5-е. У ході реструктуризації ТНК в 1999 році кількість дочірніх підприємств холдингу, залучених до нафтовидобутку збільшилося до чотирьох. З ВАТ ОАО «Нижневартовскнефтегаз» (ННГ) були виділені два нових акціонерних товариства — «Самотлорнефтегаз» і"Нижневартовское нефтегазодобывающее предприятие". «Самотлорнефтегаз» почав підготовку до розробки Самотлорського родовища на умовах угоди про розділ продукції (УРП). «Нижневартовское нефтегазодобывающее предприятие» продовжило роботу на інших родовищах на основі ліцензій, що належали ННГ. До складу ТНК у 1999 році увійшло нове підприємство «ТНК-Нягань». Йому були передані активи, що належали ВАТ «Кондпетролеум», яке було придбане на конкурсному аукціоні 21 жовтня 1999 року. Завдяки збільшенню обсягів розвідувальної діяльності і купівлі активів ВАТ «Кондпетролеум» запаси ТНК в 1999 році значно зросли. За оцінкою Miller&Lents величина доведених запасів на 1 січня 2000 року досягла 1017.6 млн т. У сегменті нафтопереробки в 1999 році в доповнення до Рязанському нафтопереробного заводу (НПЗ) і «Нижневартовскому НПО» в структурі Компанії з'явилося ЗАТ «Промкаталіз». Це підприємство було створене як дочірня компанія ТНК на виробничій базі Рязанського НПЗ. Основним напрямом діяльності ЗАТ «Промкаталіз» є виробництво каталізаторів. Збутова мережа ТНК, що включає шість основних збутових підприємств — «Калуганефтепродукт», «Карелнефтепродукт», «Курскнефтепродукт», «Рязаньнефтепродукт», «Туланефтепродукт», «Тюменнефепродукт», розвивалася за рахунок збільшення числа власних і «джобберських» АЗС. Їх кількість до 2001 року досягла 1000.

## «ТНК-Україна»
З 2006 року генеральним директором «ТНК-Україна» було призначено Лізунова Сергія.
У 2000 р. Тюменська нафтова компанія здійснила перше в своїй історії велике капіталовкладення за межами Росії. Дочірнє підприємство «ТНК-Україна» підписало з Урядом України договір купівлі-продажу 67,41 % акцій ВАТ «Лисичанськннафтооргсинтез» (ЛНОС). «ТНК-Україна» стала переможцем приватизаційного аукціону, проведеного Фондом державного майна України, запропонувавши за пакет акцій ЛНОС 53,1 млн гривень (9,76 млн. дол. США). Крім того, компанія погасила борги ЛНОС перед держбюджетом, Міністерством фінансів, Пенсійним фондом України, працівниками і іноземними кредиторами (всього близько 63 млн дол.), а також здійснює вкладення в оборотні кошти заводу і в його реконструкцію. Для реалізації нафтопродуктів ЛНОС ТНК розгортає мережу збутових підприємств в Україні, в тому числі в рамках джобберської програми. З цією метою у 2000 р. у Києві був підписаний Протокол про наміри між ТНК і компанією «Тексако». Метою проекту є створення СП по будівництву мережі АЗС ТНК і магазинів «Texaco Star Mart» на території України. На первинному етапі планується відкрити 30 АЗС Компанії у Києві і його околицях.

## Розвиток компанії у XXI ст
У 2000 р. компанія «Евро-ТЕК», афільована компанія ТНК, стала переможцем комерційного конкурсу з інвестиційними умовами по придбанню 85 % пакету НК «ОНАКО». Сума, запропонована переможцем в рамках конкурсу, становила 1,08 млрд доларів США. Фінансування цієї операції здійснювалося за рахунок кредитів, наданих Сбєрбанком, Внєшторгбанком, Альфа-банком Росії, а також німецьким «Вестдойче Ландесбанк» (Westdeutsche Landesbank). Російський бюджет отримав від цієї операції прибуток 25 млрд крб. 17 листопада 2000 року в Москві на позачергових зборах акціонерів компанії «ОНАКО» ТНК отримала п'ять з дев'яти місць в Раді директорів. Компанія «ОНАКО», що входить в число п'ятнадцяти найбільших нафтодобувних компаній Росії, щорічно добуває близько 8 млн т нафти. Підприємства ОНАКО непогано оснащені, значні обсяги грошових коштів вкладені в закупівлю нового обладнання. Стратегічне значення «ОНАКО» для ТНК складається в можливості розширити свої нафтові запаси і стабілізувати постачання нафтопродуктів в регіони Центральної Росії, включаючи Москву і Московську область, які представляють інтерес для компанії. Різноманіття інвестиційних проектів ТНК диктує компанії необхідність залучення значних обсягів позикових коштів. Найбільш великими є кредити під гарантії американського Ексимбанку загальною сумою близько 600 млн дол. Крім того, Сбєрбанк РФ і Тюменська нафтова компанія підписали Генеральну угоду про співпрацю, яка передбачає розвиток партнерських відносин на довгостроковій основі з метою підвищення ефективності господарської діяльності сторін.
ТНК планує до 2007 р. збільшити обсяг постачання газу на російський ринок до 17,4 млрд куб.м, що приблизно в 5 раз перевищує обсяг постачання в 2001 р. (3,5 млрд куб.м). На 2004 р. постачання газу ТНК заплановані в об'ємі 6,9 млрд м³. У 2003 компанія завершила розробку програми утилізації нафтового попутного газу з родовищ ТНК-BP в Нижньовартовському регіоні. Програма дозволить отримувати додатково близько 1 млрд м³ газу щорічно. На родовищах в Оренбурзької і Саратовської областей компанія добуває на початку XXI ст. близько 3 млрд м³ газу на рік. Крім того, ТНК-ВР бере участь в реалізації програми по газифікації Іркутської області. ТНК-ВР планує в майбутньому здійснювати експорт газу через інфраструктуру ОАО «Газпром». На 2003 запаси газу ТНК-ВР оцінюються в 2 трлн кубометрів [РИА ТЭК].
Завдяки впровадженню в систему управління Максима Барського в 2010 році втричі зросла капіталізація — з 20 до 60 мільярдів доларів.

## ТНК-BP
У 2003 році одна з найбільших нафтових компаній Європи British Petroleum зробила заяву про те, що готова вкласти в російський бізнес майже сім мільярдів доларів. В результаті злиття нафтових і газових активів компанії ВР в Росії і нафтогазових активів консорціуму Альфа, Аксесс/Ренова (ААР) була створена компанія ТНК-BP. Ця компанія стала третьою в табелі про ранги, після Газпрому і Роснефті, а операція з її створення стала найбільшою за весь час існування російського бізнесу.
Компанія на паритетній основі належить британській нафтовій компанії BP і консорціуму «Альфа‑групп», Access Industries і «Ренови». Засновники внесли до неї 96 % акцій ТНК, по 98 % акцій «Онако» і «Сіданко», 50 % «Славнефті», долі в «РУСИА Петролеум» і «Роспані». У 2005 році акції ТНК, «Онако», «Сіданко» і ще 14 компаній холдингу були конвертовані в папери «ТНК-BP Холдингу», зареєстрованого в Тюменській області. Близько 5 % акцій ТНК-BP знаходяться у вільному обігу.
Тодішній президент BP лорд Джон Браун назвав утворення компанії «найбільшим стратегічним кроком в країні, що володіє багатющими нафтогазовими ресурсами і величезним потенціалом економічного зростання».
Західні ЗМІ тоді відзначали, що операція не могла відбутися без схвалення її на найвищому рівні. Дійсно, на підписанні договору про створення ТНК-ВР, що відбувся в кінці червня 2003 року в Лондоні, були присутні президент Володимир Путін і прем'єр Великої Британії Тоні Блер. «Російський президент і прем'єр-міністр активно підтримують кроки по модернізації ТНК-ВР, зміцненню довіри в інвестиційній сфері і області майбутніх кроків компанії» ‑ підкреслив лорд Браун на пресс-конференції, що передувала презентації компанії ТНК-ВР для фінансистів і аналітиків лондонського Сіті.
У 2007 році ТНК-BP зіткнулася з низкою претензій з боку російських властей, які звинувачували її в порушенні умов освоєння найбільшого в Росії Ковиктинського газоконденсатного родовища. Пред'явлення претензій збіглося за часом з переговорами про входження в проект російської газової монополії «Газпром», які завершилися влітку 2007 року.
Про серйозність конфлікту компанії з російською владою ЗМІ заговорили після проведення кількох обшуків в офісі компанії. Повідомлялося, що вони проводилися в рамках слідства у справі про промислове шпигунство. В рамках цього ж слідства 12 березня 2008 року були затримані співробітник компанії «ТНК-ВР Менеджмент» Ілля Заславський і його брат — голова проекту Британської ради «Клуб випускників» Олександр Заславський. За даними ФСБ, вони збирали закриту інформацію на користь іноземних нафтових і газових компаній.
У травні до цих проблем додався конфлікт акціонерів, про можливість виникнення якого експерти говорили давно. Компанія до недавнього часу заперечувала факт існування подібного конфлікту, проте 26 травня 2008 року в опублікованому в газеті «Відомості» інтерв'ю президент і головний виконавчий директор ТНК-ВР Роберт Дадлі визнав факт наявність розбіжностей серед акціонерів з питань майбутнього розвитку компанії і не виключив, що вони можуть привести до зниження видобутку нафти.
27 травня російський консорціум AAR, що володіє нафтовою компанією ТНК-ВР на паритетній основі з британською ВР, розповсюдив заяву про те, що питання взаємин між акціонерами має вирішуватися на акціонерному рівні, а не публічно. У заяві пояснювалося, що розбіжності консорціуму з ВР стосуються виходу російської компанії на зарубіжні ринки, і підкреслювалося, що всі зарубіжні проекти ТНК-ВР повинні розвиватися виходячи з їх ефективності, навіть якщо це входить в конфлікт з бізнесом ВР.
29 травня консорціум AAR розповсюдив заяву про те, що російські акціонери ТНК-ВР вимагають відставки глави Роберта Дадлі.
У листопаді 2012 Роснефть викупила частки мажоритарних власників акцій TNK-BP і стала власником більш ніж 90 % акцій компанії. Поглинання завершилося у березні 2013 року.